# 程訓
程訓（？—？），字君誨，號心泉，河南汝州郟縣人，民籍，明朝政治人物。

## 生平
萬曆十年壬午科河南鄉試第七十一名，萬曆十一年（1583年）癸未科會試第二百七十七名，登三甲第二百零八名進士。户部觀政，十二年授直隶東明知縣，丁憂，十五年復除陕西盩厔县。

## 家族
曾祖程芳；祖父程印；父程應汝。母馬氏。